# 李在元 (武警)
李在元（1964—），男，中共党員，武警少將警衔。

## 生平
歷任第十三屆全國人大代表、擔任過武警四川省總隊副司令員、武警青海省總隊司令員  